# كاميل بيتريسكو
كاميل بيتريسكو (بالرومانية: Camil Petrescu)‏ (9 أبريل 1894، بوخارست في رومانيا - 14 مايو 1957، بوخارست في رومانيا)؛ شاعر، كاتب مسرحي، فيلسوف وروائي روماني. درس في جامعة بوخارست.

## روابط خارجية
- كاميل بيتريسكو على موقع IMDb (الإنجليزية)
- كاميل بيتريسكو على موقع ديسكوغز (الإنجليزية)
- كاميل بيتريسكو على موقع قاعدة بيانات الفيلم (الإنجليزية)